# Diezma
Diezma è un comune spagnolo di 899 abitanti situato nella comunità autonoma dell'Andalusia.
Qua è nato il tennista ed allenatore José Higueras.